# Opération Mountain Fury
 (juillet 2009).
Si vous disposez d'ouvrages ou d'articles de référence ou si vous connaissez des sites web de qualité traitant du thème abordé ici, merci de compléter l'article en donnant les références utiles à sa vérifiabilité et en les liant à la section « Notes et références ».
Guerre d'Afghanistan
L'opération Mountain Fury est une offensive de la Coalition contre les positions talibanes proches dans les provinces de Paktika, de Khost, de Ghazni, de Paktia et de Logar. Elle dura du 16 septembre 2006 au 15 janvier 2007.

## Contexte
Après la fin de l'opération Médusa et de son relatif succès, l'OTAN espère obtenir de nouveaux succès contre les combattants talibans dans le sud du pays. Une force de 7 000 hommes comprenant Afghans, Américains, Britanniques, Italiens et Estoniens est lancée contre divers secteurs tenus par les Talibans. Pendant ce temps, les Canadiens continuent de se battre et de progresser autour de Panjwaye où ils lanceront le 15 décembre 2006 l'opération Falcon Summit.

## L'opération
À la mi-septembre 2006, les Américains établissent plusieurs bases avancées dans d'anciennes zones talibanes près de la frontière pakistanaise dans les provinces de Paktika, de Khost, de Ghazni, de Paktia, de Lograr et du Nuristan. Ces avant-postes subirent de nombreuses attaques pendant les deux mois qui suivirent et causèrent la perte de 150 soldats américains.
En effet, les accrochages meurtriers sont réguliers pendant tous les mois de septembre (le 18, le 19, le 20, le 21, le 23, le 24, le 25, le 26, le 27, le 29 et le 30), d'octobre (le 2, le 7, le 8, le 12, le 13, le 14, le 17, le 18, le 19, le 20, le 22, le 23, le 25, le 28, le 30 et le 31) et de novembre (le 6, les 8-9, le 10, le 11, le 12, le 16, le 23, le 25, le 27, le 28 et 29). Au cours de ces accrochages, les combattants talibans acceptent à plusieurs reprises un combat direct contre les forces de la Coalition. Néanmoins, cette tactique s'avère peu efficace dans la mesure où la puissance de feu est nettement en faveur de la FIAS. Les Talibans subissent donc des pertes sensibles sans grande contrepartie. En revanche, les nombreuses attaques suicides qu'ils ont mené à bien ont causé la mort de nombreux policiers et soldats de la Coalition rééquilibrant un peu les pertes.
Le 5 décembre, les Britanniques lancent une importante offensive près de Garmsir appuyés par des hélicoptères et des bombardiers. Une violente contre-attaque des Talibans les repousse vers Helmand. Peu après, les combats se calment et se font plus rares jusqu'au 11 et 13 janvier 2007 où les Talibans subissent de lourdes pertes dans différents combats avec les militaires de la FIAS. Pendant ce temps, le 19 décembre, le commandant taliban Akhtar Mohammed Osmani, responsable supposé des opérations talibanes dans le sud du pays, est tué par un missile. 
L'opération se termine officiellement le 15 janvier 2007.

## Pertes
La Coalition a perdu 336 soldats lors de l'opération dont 107 tués (71 Afghans, 16 Américains, 12 Canadiens, 6 Britanniques et 2 Italiens) et 229 blessés (190 Américains, 27 Canadiens, 7 Britanniques, 4 italiens et 1 Estonien). Les pertes talibanes sont estimées à 1131 tués. En outre, il y a 179 prisonniers. Au moins une centaine de civils sont morts lors d'attentats talibans ou dans des frappes aériennes de l'OTAN.

## Suite de l'opération
Les Talibans ont essayé, au cours de cette opération, de s'opposer frontalement à la FIAS. Ils ont pu mesurer l'inefficacité de cette tactique au vu des lourdes pertes qu'ils ont subies. En revanche, les attentats suicides et les engins piégés se sont révélés plus efficaces en ayant causé la mort de nombreux soldats de la FIAS. Selon le général James Jones et le ministre de la Défense canadien Gordon O'Connor, la guérilla des talibans va donc se focaliser davantage sur ce genre de méthode de combat.